# Genius (serie televisiva)
Genius è una serie televisiva antologica statunitense, di genere storico drammatico, sviluppata da Noah Pink e Kenneth Biller, trasmessa dal 25 aprile 2017 su National Geographic.
La prima stagione segue la vita di Albert Einstein. Nell'aprile 2017, National Geographic ha rinnovato la serie per una seconda stagione, che segue la vita e l'arte di Pablo Picasso ed è stata trasmessa dal 24 aprile al 19 giugno 2018. Nell'aprile 2018, National Geographic ha rinnovato la serie per una terza stagione, che segue la vita della cantante statunitense Aretha Franklin, trasmessa a marzo 2021 negli Stati Uniti. La quarta stagione, trasmessa nel febbraio 2024, segue la vita degli attivisti per i diritti civili Martin Luther King e Malcolm X.

## Trama
La prima stagione, basata sulla biografia Einstein: His Life and Universe di Walter Isaacson, racconta due periodi della vita di Albert Einstein: il primo come un impiegato in un ufficio brevetti che lotta per ottenere una posizione di insegnamento e un dottorato, e il secondo come scienziato rispettato per lo sviluppo della teoria della relatività.
La seconda stagione racconta due periodi della vita di Pablo Picasso: il primo da giovane alla scoperta del suo talento, il secondo da celebre artista alle prese con l'ascesa del fascismo ed il prezzo della fama.
La terza stagione racconta diversi periodi della vita di Aretha Franklin: da giovane cantante gospel all'età di dodici anni, fino a diventare la stella nascente, incoronata "Regina del Soul".
La quarta stagione è basata sulla vita e sulle lotte di Martin Luther King e Malcolm X, attivisti per i diritti civili degli afroamericani.

## Personaggi e interpreti

### Prima stagione: Einstein

#### Principali
- Albert Einstein, interpretato da Geoffrey Rush e da Johnny Flynn (giovane), doppiato da Rodolfo Bianchi e da Paolo Vivio.
- Mileva Marić, interpretata da Samantha Colley e da Sally Dexter (anziana), doppiata da Domitilla D'Amico e Angiola Baggi.
- Fritz Haber, interpretato da Richard Topol, doppiato da Pasquale Anselmo.
- Elsa Einstein, interpretata da Emily Watson e da Gwendolyn Ellis (giovane), doppiata da Chiara Colizzi e Ilaria Latini.
- Philipp von Lenard, interpretato da Michael McElhatton, doppiato da Stefano De Sando.
- Max Planck, interpretato da Ralph Brown, doppiato da Stefano Mondini.

#### Ricorrenti
- Hermann Einstein, interpretato da Robert Lindsay, doppiato da Gianni Giuliano.
- Pauline Einstein, interpretata da Claire Rushbrook, doppiata da Lorenza Biella.
- Maja Einstein, interpretata da Helen Monks, doppiata da Lucrezia Marricchi.
- Laurent Debienne, interpretato da Edward Akrout.
- Jost Winteler, interpretato da Nicholas Rowe, doppiato da Sergio Lucchetti.
- Pauline Winteler, interpretata da Lucy Russell, doppiata da Tatiana Dessi.
- Marie Winteler, interpretata da Shannon Tarbet, doppiata da Valentina Favazza.
- Anna Winteler, interpretata da Alicia von Rittberg, doppiata da Roisin Nicosia.
- Julius Winteler, interpretato da George Webster, doppiato da Manuel Meli.
- Walther Rathenau, interpretato da Henry Goodman, doppiato da Oliviero Dinelli.
- Heinrich Weber, interpretato da Alistair Petrie, doppiato da Roberto Stocchi.
- Marcel Grossmann, interpretato da Jon Fletcher, doppiato da Raffaele Carpentieri.
- Michele Besso, interpretato da Seth Gabel, doppiato da Massimo Triggiani.
- Leó Szilárd, interpretato da Nikola Djuricko, doppiato da Francesco Prando.
- Niels Bohr, interpretato da David Dencik, doppiato da Riccardo Rossi.
- Miloš Marić, interpretato da Predag Bjelac, doppiato da Pierluigi Astore.
- Marija Ružić–Marić, interpretata da Catherine McCormack, doppiata da Anna Cugini.
- Betty, interpretata da Charity Wakefield, doppiata da Francesca Fiorentini.
- Helen Dukas, interpretata da Jodhi May, doppiata da Stella Musy.
- Clara Haber, interpretata da Zoe Telford, doppiata da Claudia Razzi.
- J. Edgar Hoover, interpretato da T. R. Knight, doppiato da Paolo Marchese e Fabrizio Picconi.
- Raymond H. Geist, interpretato da Vincent Kartheiser, doppiato da Andrea Lavagnino.
- Eduard Einstein, interpretato da Eugene Simon, doppiato da Davide Perino.
- Hans Albert Einstein, interpretato da Ed Stoppard, doppiato da Francesco Pezzulli e Lorenzo D'Agata.
- David Bohm, interpretato da Joseph Arkley, doppiato da Ennio Coltorti.
- Katharina Lenard, interpretata da Silvina Buchbauer, doppiata da Alessandra Korompay.
- Margot Einstein, interpretata da Lucy Farrett.
- Rosa Winteler, interpretata da Lucy Chappell, doppiata da Veronica Puccio.
- Eleanor Roosevelt, interpretata da Nancy Crane, doppiata da Valeria Perilli.
- Paul Winteler, interpretato da Taylor Frost, doppiato da Gabriele Vender.
- Mathias Winteler, interpretato da Joshua Hogan, doppiato da Mattia Fabiano.
- Marie Curie, interpretata da Klára Issová, doppiata da Letizia Scifoni.
- Pierre Curie, interpretato da Corrado Invernizzi.
- Haller, interpretato da Simon Kunz, doppiato da Roberto Draghetti.
- Ernst, interpretato da Thomas Morris, doppiato da Gabriele Tacchi.
- Ilse Einstein, interpretata da Zita Téby.
- Margarita Konenkova, interpretata da Ania Bukstein, doppiata da Laura Romano.
- Carl Gustav Jung, interpretato da Rod Hallett, doppiato da Stefano Brusa.

### Seconda stagione: Picasso

#### Principali
- Pablo Picasso, interpretato da Antonio Banderas, da Alex Rich (giovane), da Alessio Scalzotto (a 14 anni) e da Timothy Lyons (a 9 anni), doppiato da Luca Ward, Marco Vivio e Giulio Bartolomei.
- Françoise Gilot, interpretata da Clémence Poésy, doppiata da Francesca Manicone.
- Dora Maar, interpretata da Samantha Colley, doppiata da Domitilla D'Amico.

#### Ricorrenti
- Marie-Thérèse Walter, interpretata da Poppy Delevingne, doppiata da Barbara De Bortoli.
- Maria Picasso Lopez, interpretata da Maria Jose Bavio.
- Carlos Casagemas, interpretato da Robert Sheehan, doppiato da Massimo Triggiani.
- José Ruiz y Blasco, interpretato da David Wilmot.
- Salvador Ruiz, interpretato da Jordi Mollà.
- Laurent Debienne, interpretato da Edward Akrout.
- Manuel Pallarès, interpretato da Charlie Carrick, doppiato da Stefano Crescentini.
- Emile Gilot, interpretato da Sebastian Roché, doppiato da Francesco Prando.
- Jaime Sabartés, interpretato da Adrian Schiller.
- Paul Rosenberg, interpretato da Will Keen.
- Fernande Olivier, interpretata da Aisling Franciosi, doppiata da Eva Padoan.
- Geneviève Aliquot, interpretata da Stéphane Caillard, doppiata da Valentina Favazza.
- Marcel, interpretato da Bruno Paviot.
- Dolores, interpretata da Elena Martinez.
- Max Jacob, interpretato da T. R. Knight, doppiato da Paolo Marchese.
- Guillaume Apollinaire, interpretato da Seth Gabel.
- Alain Cuny, interpretato da Johnny Flynn.
- Georges Braque, interpretato da Kerr Logan.
- Henri Rousseau, interpretato da Tchéky Karyo.

### Terza stagione: Aretha

#### Principali
- Aretha Franklin, interpretata da Cynthia Erivo e da Shaian Jordan (giovane), doppiata da Alessia Amendola.
- C. L. Franklin, interpretato da Courtney B. Vance.
- Jerry Wexler, interpretato da David Cross, doppiato da Luigi Ferraro.
- Ted White, interpretato da Malcolm Barrett e da Jerren Jackson (giovane).
- Erma Franklin, interpretata da Patrice Covington e da Aubriana Davis (giovane).
- Ruth Bowen, interpretata da Kimberly Hébert Gregory.
- Carolyn Franklin, interpretata da Rebecca Naomi Jones e da Sydney Hunter (giovane).

#### Ricorrenti
- Rachel Franklin, interpretata da Pauletta Washington.
- Assistente di piano di Aretha, interpretata da Collete L. Coward.
- Cecil Franklin, interpretato da Steven G. Norfleet e da Drake Strickland (giovane).
- Clara Ward, interpretata da Tina Fears, doppiata da Eleonora Reti.
- Barbara Franklin, interpretata da Antonique Smith.
- King Curtis, interpretato da Marque Richardson.
- Clarence, interpretato da Braelyn Edwards.
- Edward, interpretato da Tyler Richardson.
- James Cleveland, interpretato da Omar J. Dorsey.
- Ken Cunningham, interpretato da Tip "T.I." Harris.
- Tom Dowd, interpretato da Willie Repoley, doppiato da Gabriele Lopez.
- Glynn Turman, interpretato da Luke James.

## Episodi
| Stagione         | Episodi | Prima TV USA | Prima TV Italia |
| ---------------- | ------- | ------------ | --------------- |
| Prima stagione   | 10      | 2017         | 2017            |
| Seconda stagione | 10      | 2018         | 2018            |
| Terza stagione   | 8       | 2021         | 2021            |
| Quarta stagione  | 8       | 2024         | 2024            |

## Produzione
Realizzata come serie antologica, ogni stagione racconta la vita di un personaggio che con il proprio genio ha influenzato la storia. La prima stagione racconta la vita di Albert Einstein, dall'ottenimento dell'insegnamento e del dottorato fino alla scoperta e alla pubblicazione della teoria della relatività ed è tratta dal libro del 2007 Einstein, His Life and Universe di Walter Isaacson.
Il 19 aprile 2017 National Geographic ha rinnovato la serie per una seconda stagione, incentrata sulla vita del pittore Pablo Picasso. Ron Howard figura tra i produttori esecutivi della serie e ha diretto il primo episodio. La seconda stagione è andata in onda dal 24 aprile 2018.
Il 18 aprile 2018 National Geographic ha rinnovato la serie per una terza stagione, che avrebbe dovuto essere incentrata sulla vita della scrittrice Mary Shelley, ma il 10 febbraio 2019 la produzione ha annunciato che la stagione sarebbe stata dedicata alla cantante Aretha Franklin.
Il 10 dicembre 2020 la serie è stata rinnovata per una quarta stagione, che sarà incentrata sulla vita di Martin Luther King Jr. e che verrà pubblicata sulla piattaforma di streaming Disney+.

## Distribuzione
In Italia, la prima stagione della serie viene trasmessa dall'11 maggio 2017, sempre su National Geographic, mentre la seconda stagione della serie dal 10 maggio 2018. La terza e la quarta sono state invece pubblicate come originali Disney Plus nel 2021 e nel 2024. Sempre nel 2024 le prime tre stagioni sono state rimosse dalla piattaforma.

## Accoglienza

### Prima stagione
La serie è stata accolta positivamente dalla critica. Sull'aggregatore di recensioni Rotten Tomatoes ha un indice di gradimento dell'83% con un voto medio di 6,84 su 10, basato su 29 recensioni. Il commento del sito recita: "Incoraggiato da una performance superba di Geoffrey Rush, Genius è una storia avvincente sull'origine di uno degli scienziati più famosi della storia". Su Metacritic, invece, ha un punteggio di 65 su 100, basato su 20 recensioni.
Il giornalista scientifico Dennis Overbye del The New York Times ha descritto la serie come un "thriller psicologico teso e bizzoso pieno di melodramma politico e romantico". Overbye notò inoltre che Einstein stesso, scrivendo a sua sorella, ha scritto: "Se tutti vivessero una vita come la mia, non ci sarebbe bisogno di romanzi".

## Riconoscimenti
- 2017 - Premio Emmy[16]
  - Nomination alla miglior miniserie
  - Nomination al miglior attore protagonista in una miniserie o film a Geoffrey Rush
  - Nomination alla miglior regia per un film, miniserie o speciale drammatico a Ron Howard, per l'episodio Genio ribelle
  - Nomination alla miglior acconciatura di una miniserie o film a Tash Lees, Fae Hammond, Adela Robovae Alex Rouse
  - Nomination al miglior tema musicale originale di una sigla a Hans Zimmer e Lorne Balfe
  - Nomination al miglior trucco di una miniserie o film (non prostetico) a Davina Lamont
  - Nomination ai migliori costumi per una serie, miniserie o film in costume o fantasy a Sonu Mishra, Martina Hejlova e Petia Krckova
  - Nomination al miglior montaggio audio per un film o miniserie a Daniel Pagan, Erich Gann, Arielle McGrail, Bill Bell, Nicholas Fitzgerald, Tim Chilton e Jill Sanders
  - Nomination al miglior missaggio per un film o miniserie a Bob Bronow, Mark Hensley e Petr Forejt
  - Nomination ai migliori effetti speciali e visivi di supporto a Eric Durst, Lenka Líkařová, Viktor Muller, Marek Ruth, Tomáš Kalhous, Lukáš Herrmann, Pavel Kolář, Petr Hastík e Vit Komrzý
- 2017 - Hollywood Music in Media Awards[17]
  - Nomination al miglior tema musicale originale in una miniserie a Hans Zimmer e Lorne Balfe
- 2018 - Golden Globe[18][19]
  - Nomination al miglior attore in una mini-serie o film per la televisione a Geoffrey Rush
- 2018 - Screen Actors Guild Award[20]
  - Nomination al migliore attore in un film televisivo o mini-serie a Geoffrey Rush
- 2018 - American Society of Cinematographers Awards[21]
  - Miglior fotografia in una miniserie a Mathias Herndl, per l'episodio Genio ribelle
- 2022 - Golden Globe
  - Nomination alla miglior attrice in una mini-serie o film per la televisione a Cynthia Erivo